# 大里乌斯
大里乌斯是巴西巴拉那州的一个市镇。总面积309.312平方公里，总人口7848人，人口密度25.4人/平方公里。